# Бурыличев, Павел Григорьевич
Павел Григорьевич Бурыличев — советский хозяйственный, государственный и политический деятель.

## Биография
Родился в 1904 году в Московской губернии. Член ВКП(б) с 1931 года.
С 1931 года — на хозяйственной, общественной и политической работе. В 1931—1950 гг. — учитель в школе колхозной молодёжи, инспектор Московского областного отдела народного образования по сельскохозяйственному образованию, учитель, директор Кулиновской школы, секретарь комитета ВКП(б), заведующий Ногинского районного отдела народного образования, 1-й секретарь Ногинского, Раменского районного комитета ВКП(б), руководитель участка строительства газопровода Саратов — Москва (1944 - 1946), заместитель председателя Исполнительного комитета Московского областного Совета (1946 - 8.04.1947), 
председатель Исполнительного комитета Московского областного Совета (8.04.1947 - 16.03.1951).
Избирался депутатом Верховного Совета РСФСР 2-го созыва.
Погиб в автокатастрофе 16 марта 1951 года.